# Artashes Minasian
Artashés Minasián (n. 21 de enero en 1967, Ereván) es un Gran Maestro Internacional de ajedrez armenio. En enero de 2010, en la lista de la FIDE, tenía un ELO de 2561 y número 11 de Armenia.
Minasián ha ganado el Campeonato de Armenia de ajedrez, en 6 ocasiones, en los años 1990, 1992 (compartido con Ashot Anastasian), 1993, 1995, 2004 y 2006. En 1991, en Moscú, ganó el 58.º y último Campeonato de la URSS de ajedrez, previo a la separación de la URSS.
Minasian fue uno de los jugadores que contribuyeron, junto con Levon Aronian, Vladímir Akopián, Karen Asrian, Smbat Lputian y Gabriel Sargissian, en el equipo armenio de ajedrez a ganar el oro en la Olimpíadas de ajedrez, de 2006, en Turín (Italia), por delante de China y EE. UU.